# Белое озеро (Одесская область)
Белое (укр. Біле) — озеро в Одесском районе Одесской области Украины, расположено в дельте Днестра. Длина — около 1,7 км, ширина — около 0,8 км. Озеро соединяется протокой с рекой Днестр и его рукавом Турунчук. Неподалёку от озера расположен город Беляевка.
Озеро Белое, как и другие озера плавней Днестра являются уникальным биотопом, на территории которого произрастают редкие виды растений и гнездится множество птиц. Тут произрастают: белая лилия, водяной орех, жёлтая кувшинка, мята.